# Guntō
"Guntō" (軍刀) é um termo japonês que se refere às espadas militares produzidas para o exército e a marinha imperial japonesa após a introdução do serviço militar obrigatório em 1872. Existem diferentes tipos de guntō, incluindo o kyū guntō (antigo), o shin guntō (novo) e o kai guntō (naval). O shin guntō, em particular, é a espada mais comumente associada aos oficiais japoneses durante a Segunda Guerra Mundial. 

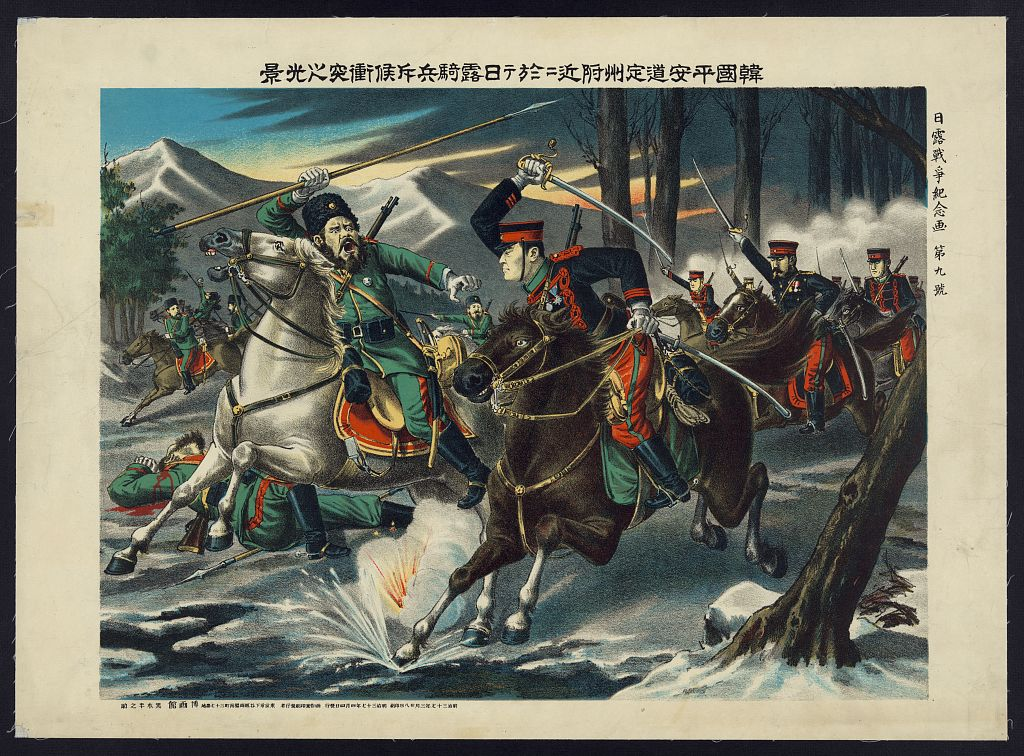
Gravura de cavalaria japonesa atacando a cavalaria russa na Guerra Russo Japonesa em 1904 - Cavaleiro japonês portando um - Kyu Gunto - Sabre militar antigo

Desde o século XX, devido à modernização das armas e à evolução das doutrinas de combate e ao declínio da cavalaria, os países ocidentais  começaram a abolir não apenas o uso de espadas militares em campo, mas também seu uso em serviço. No início da Primeira Guerra Mundial, os oficiais de infantaria em todos os exércitos combatentes Europeus envolvidos (francês, alemão, britânico, austro-húngaro, russo, belga e sérvio) ainda carregavam espadas como parte de seu equipamento de campo. Na mobilização em agosto de 1914, todos os oficiais do Exército Britânico em serviço foram obrigados a ter suas espadas afiadas, pois o único uso da arma em tempos de paz era para saudação em desfile. .Foi somente no final da década de 1920 e início da década de 1930 que esta arma histórica foi finalmente descartada para todos os fins, exceto cerimoniais, pela maioria dos regimentos montados a cavalo restantes da Europa e das Américas, mas o Japão não seguiu esta tendencia.
Durante o período Meiji, a classe samurai foi gradualmente dissolvida, e o Édito Haitōrei em 1876 proibiu o porte de espadas em público, exceto para certos indivíduos, como ex-senhores samurais (daimyōs), militares e policiais. Os ferreiros habilidosos tiveram problemas para sobreviver durante este período, pois o Japão modernizou suas forças armadas e muitos ferreiros começaram a fabricar outros itens, como talheres. A ação militar do Japão na China e na Rússia durante o período Meiji ajudou a reviver a fabricação de espadas e no período Shōwa (1926-1989), antes e durante a Segunda Guerra Mundial, as espadas foram novamente produzidas em grande escala.

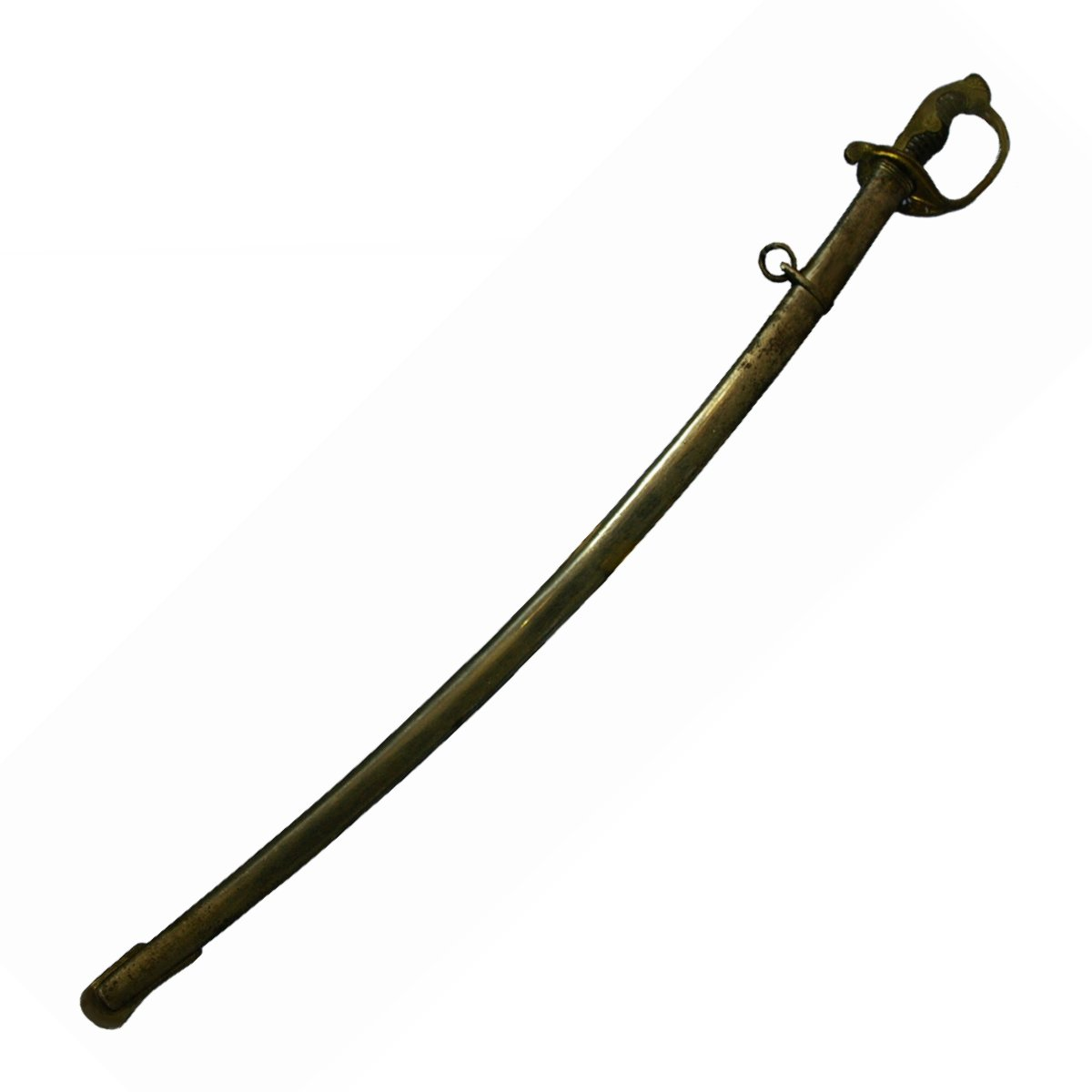
kyū guntō - ou Murata-tō - Utilizadas no periodo entre 1875 a 1934

A primeira espada padrão do exército japonês era conhecida como kyū guntō (旧軍刀, sabre militar antigo). Murata Tsuneyoshi (1838-1921), um general japonês que fabricava armas de fogo, começou a fabricar o que provavelmente foi o primeiro substituto produzido em massa para as espadas de samurai tradicionais. Essas espadas são chamadas de Murata-tō e foram usadas tanto na Primeira Guerra Sino-Japonesa (1894-1895) quanto na Guerra Russo-Japonesa (1904-1905). O kyū guntō foi usado de 1875 a 1934, e seu estilo se assemelhavam muito às espadas europeias e americanas da época, com uma proteção de mão envolvente (também conhecida como proteção D) e bainha cromada (saya), a bainha de aço teria sido introduzida por volta de 1900. 

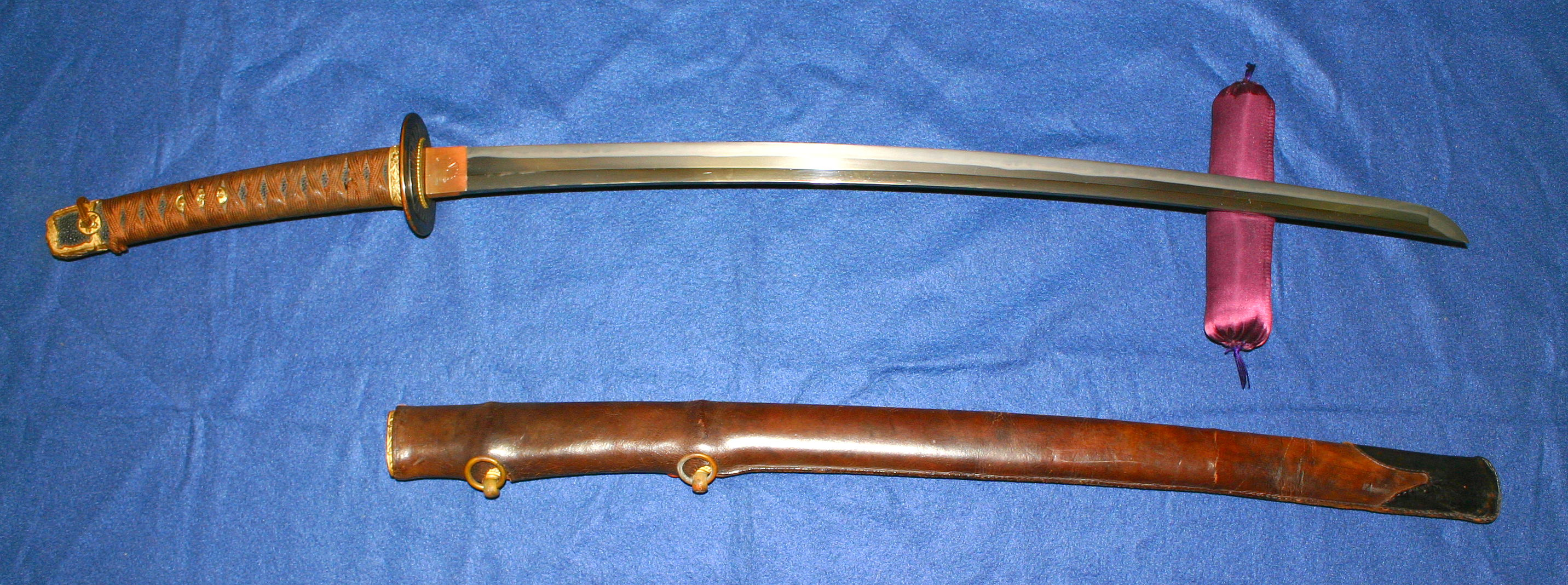
Shin Gunto, com capa de campo em couro para bainha

A shin guntō (新軍刀, sabre militar novo) foi uma arma e símbolo de patente usada pelo Exército Imperial Japonês entre 1935 e 1945. Durante a maior parte desse período, as espadas foram fabricadas no Arsenal Naval de Toyokawa.
Em resposta ao crescente nacionalismo dentro das forças armadas, um novo estilo de espada foi projetado para os militares japoneses em 1934. O shin guntō foi estilizado no formato de um Tachi tradicional do Período Kamakura (1185–1332). As patentes dos oficiais eram indicadas por borlas coloridas amarradas a um laço na ponta da empunhadura. As cores correspondentes eram marrom-avermelhado e dourado para generais; marrom e vermelho para oficiais de campo; marrom e azul para oficiais de companhia ou subtenentes; marrom para sargentos, sargentos-mor ou cabos. As lâminas encontradas no shin guntō variavam de lâminas modernas feitas à máquina, passando por lâminas contemporâneas fabricadas tradicionalmente, até lâminas ancestrais que datavam de centenas de anos.
Em 1932, o exército japonês revisou o punho do Guntō Tipo 32 (Kai Gunto) para oficiais na forma de uma espada japonesa tradicional.  Em 15 de fevereiro de 1934, o exército padronizou a montagem do novo Guntō, que fez do Tachi japonês o modelo de Guntō padrão para seus oficiais.  O pano de fundo para tal mudança foi o crescente nacionalismo do período Showa.
Durante a Segunda Guerra Mundial, a maioria dos guntō produzidos foi feita para se assemelhar às espadas shin-gunto, com o cabo tradicionalmente revestido de tecido, mas com a lâmina forjada a partir de uma fundição de metal sólido. Em modelos posteriores, os punhos eram feitos de alumínio e pintados para se assemelhar ao cordão (ito) das espadas shin-guntō dos oficiais . Essas espadas têm números de série em suas lâminas e quase sempre são feitas à máquina, estas eram exclusivamente para uso de suboficiais conscritos e não comissionados (tipo 95).

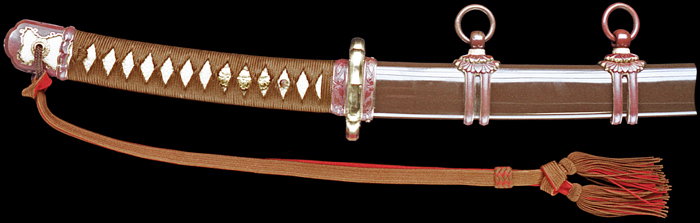
Shin gunto tipo 94

### Tipo 94
A shin guntō (九四式軍刀, kyūyon-shiki guntō ) do Tipo 94 substituiu o kyu gunto de estilo ocidental em 1934. Ela tinha um punho construído tradicionalmente  com pele de arraia, envolta em seda tradicional. Um tema de flor de cerejeira (um símbolo do Exército Imperial Japonês ) foi incorporado à guarda, aos punhos  e aos ornamentos.
A bainha do Tipo 94 era feita de metal com um revestimento interno de madeira para proteger a lâmina. Frequentemente pintada de marrom, era suspensa por dois suportes de latão, um dos quais era removível e usado apenas com o uniforme de gala. Os acessórios da bainha também eram decorados com desenhos de flores de cerejeira.

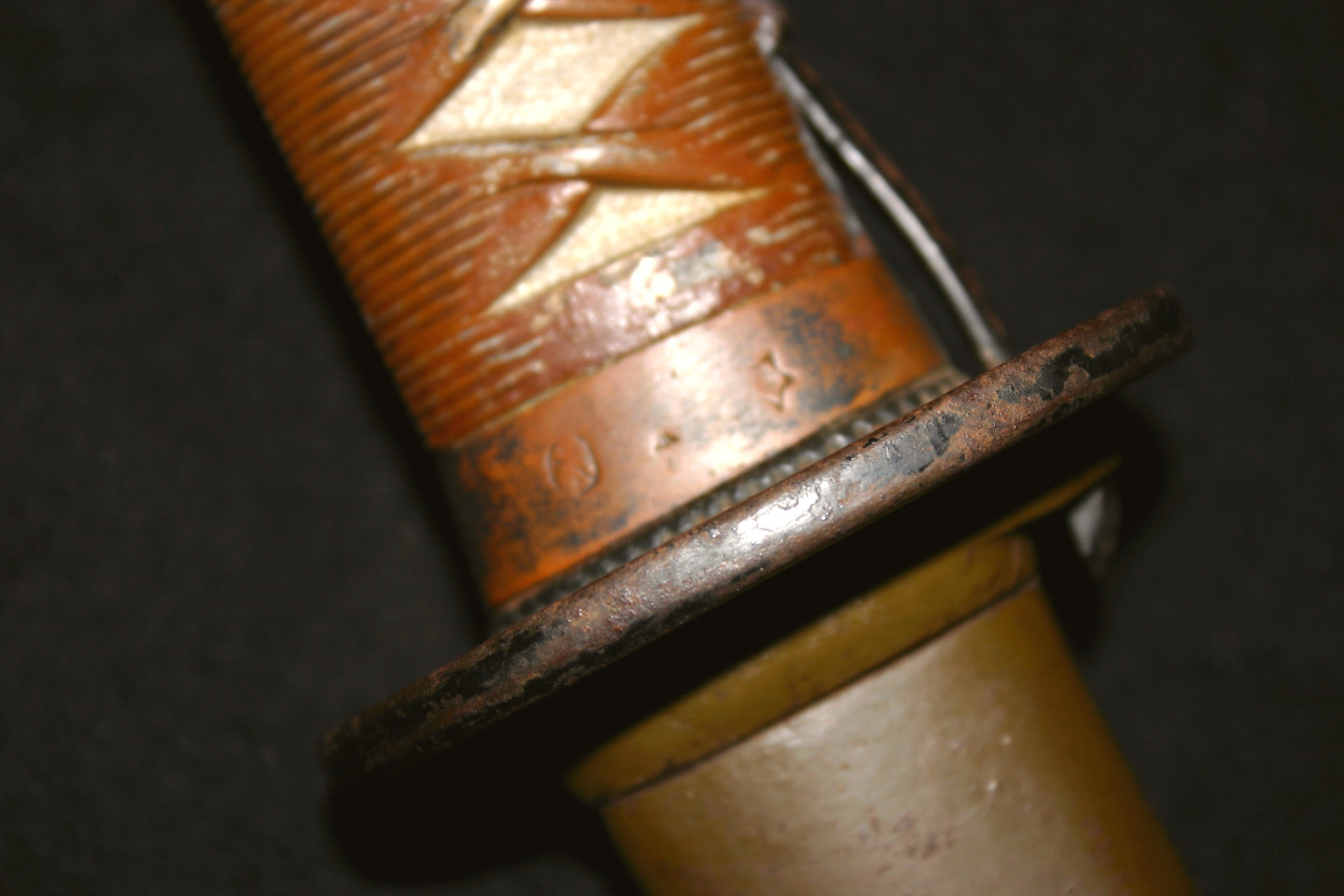
Detalhe do cabo em metal de uma Gunto tipo 95

### Tipo 95

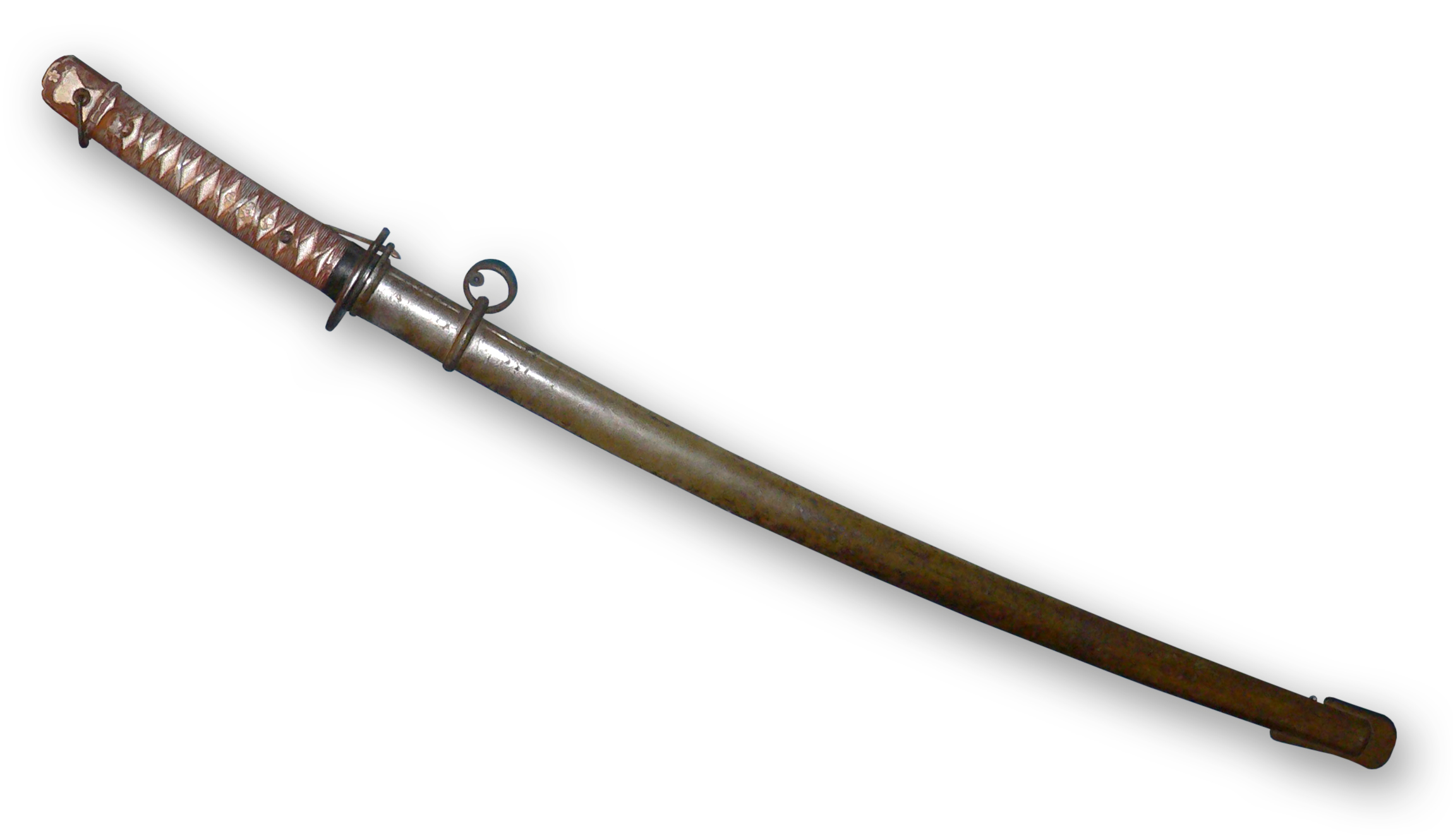
Gunto tipo 95

A shin guntō Tipo 95 (九十五式軍刀, kyūgō-shiki guntō ) , lançado em 1935, foi projetado para uso por suboficiais, para funções de comando e combate corpo a corpo. Foi projetado para se assemelhar ao shin guntō de um oficial, mas ser mais barato para produção em massa. Todas as espadas dos suboficiais tinham lâminas feitas à máquina com sulcos profundos ( bo hi ) e um número de série estampado na lâmina em algarismos arábicos. Inicialmente, os punhos eram fundidos em metal (cobre ou alumínio) e pintados para se assemelharem aos itens tradicionalmente produzidos nas espadas dos oficiais. Eles tinham guardas de latão semelhantes aos shin guntō dos oficiais.
A Gunto Tipo 95, apesar de acabamentos mais simples e menos ornamentado, teve seu exterior e lâmina  feitos mais fortes e mais adequados para combate real após pesquisas e melhorias, e sua durabilidade superou a dos acessórios tradicionais de espadas japonesas e as espadas de oficiais e suboficiais. À medida que a situação da guerra mudou, a espada foi ainda mais simplificada, e o cabo, que era feito de cobre passou a ser feito de alumínio.
Em 1945, uma espada simplificada para suboficiais estava sendo produzida. Ela tinha um cabo simples de madeira com ranhuras em forma de cruz para melhor empunhadura. As bainhas eram feitas de madeira em vez de metal, e a guarda e outros acessórios eram feitos de ferro em vez de latão.
Embora o Tipo 95 fosse uma espada  padronizada para suboficiais, oficiais e subtenentes também podiam comprá-la e usá-la como seu item pessoal (espada do oficial, ou seja, parte do uniforme). A Ordem Geral do Exército nº 4499, datada de 29 de julho de 1937 (Showa 12), estipulou que "Oficiais e subtenentes que solicitarem ao Arsenal do Exército, Arsenal de Tóquio ou Arsenal de Kokura a transferência de suas espadas militares Tipo 95 podem fazê-lo quando for conveniente para eles."

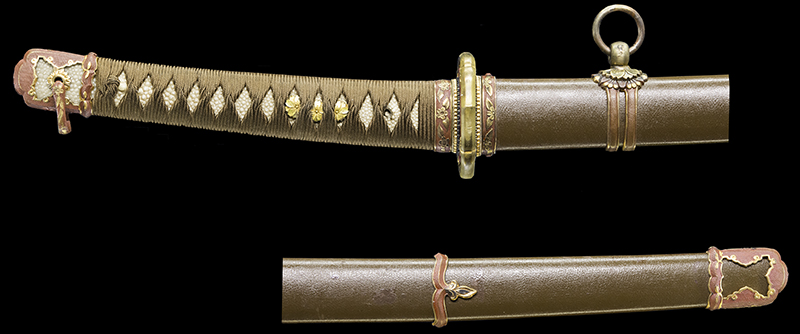
Shin gunto tipo 98

### Tipo 98
A mudança para a shin guntō Tipo 98 (九八式軍刀, kyūhachi-shiki guntō ) ocorreu em 1938 e foi essencialmente uma simplificação do Tipo 94. Havia apenas pequenas diferenças entre as primeiras espadas Tipo 98 e as espadas Tipo 94 que as precederam. Mais notavelmente, o segundo ponto de suspensão (que era removível) foi removido da bainha.
Muitas mudanças ocorreram no Tipo 98 entre 1938 e o fim da guerra, em 1945. No final da guerra, o suprimento de metal do Japão estava se esgotando e os shin guntō passaram a ser produzidos com bainhas de madeira pintada e com ornamentação de latão mais barata ou inexistente. Algumas das últimas espadas produzidas no último ano da guerra utilizavam acessórios de cobre barato ou ferro enegrecido.

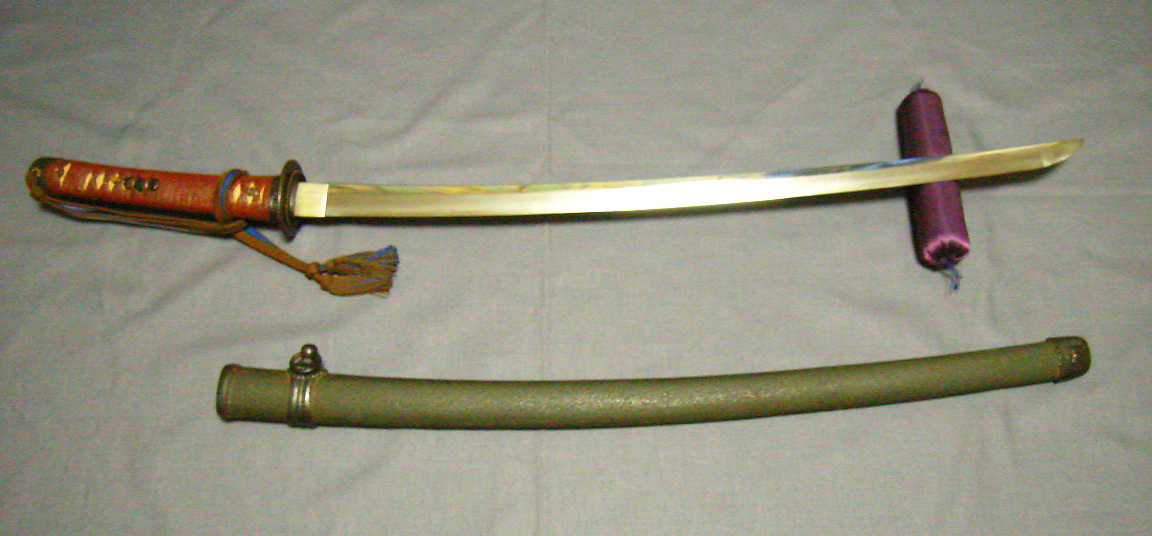
Gunto tipo 3, com tassel marrom e azul, para tenentes

### Tipo 3
A Gunto Tipo 3 (三式軍刀, San-shiki guntō) começou a ser fabricada em 1943, e ao contrário das espadas de oficiais e subtenentes anteriores, não foi especificada pela Portaria Imperial sobre Regulamentos de Uniformes. As espadas convencionais dos modelos tipo 94 e tipo 98 tinham muitas falhas, incluindo um cabo frágil que quebrava facilmente em batalha, um único ilhó que quebrava facilmente e fazia com que a lâmina caísse, uma espiga curta (o centro, onde a lâmina é presa ao cabo) que fazia com que o cabo quebrasse, água e lama podiam infiltrar-se pela madeira e boca da bainha e danificar a lâmina, e o pomo ornamentado que podia cortar a mão. Em resposta a essas lições aprendidas, esta espada foi projetada para ser ainda mais especializada para o combate real, com todo o cabo e os detalhes em pele de tubarão cobertos de laca, a espiga estendida até o pomo para usar dois ilhós, o fechamento da bainha mudou para um design à prova de poeira de duas peças, aninhado, com pintura escura e peças com decorações simplificadas, assim como no pomo, resultando em uma espada mais robusta.

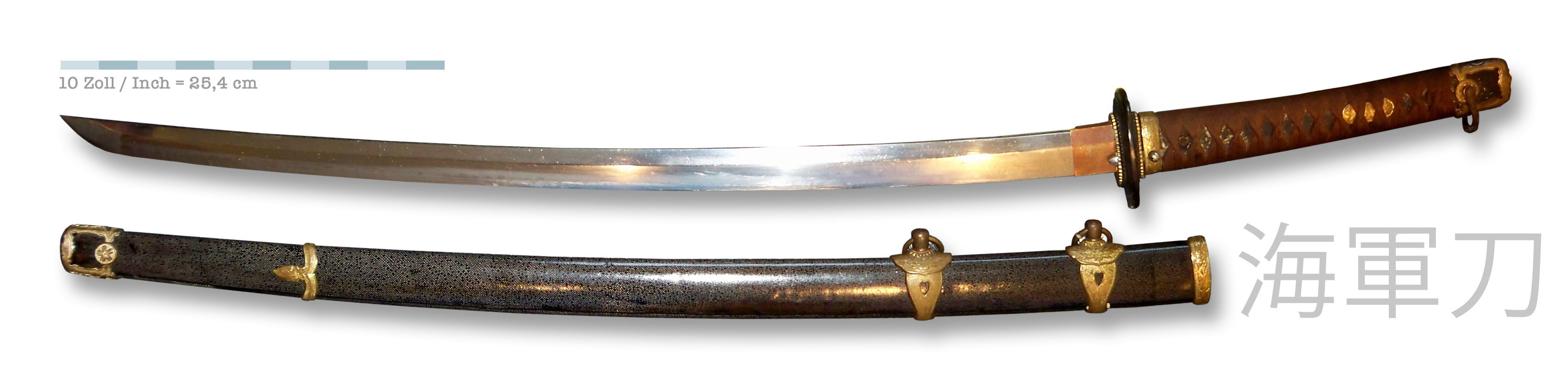
Kai gunto

### Kai Gunto
Kai-gunto (海軍刀) são as gunto usadas por oficiais navais. Os kai-gunto distinguem-se por seus acessórios navais e frequentemente apresentam uma bainha revestida de couro de tubarão, cabo revestido de couro de arraia preto e tiras de seda marrom, e lâminas feitas em aço inoxidável, refletindo seu uso pretendido no mar.
Foi promulgada em 1937 para a marinha e corpo de fuzileiros navais, que até então  utilizava a espada longa em estilo sabre ocidental. Após o Primeiro Incidente de Xangai (em 1932), o uso prático em combate do sabre em estilo ocidental revelou sérios defeitos. Além das mesmas reclamações do Exército, como a guarda da mão dificultar o uso com luvas, e a obrigatoriedade do uso com apenas uma mão, problemas como ferrugem constante na lamina, e acabamentos pouco resistente à agua foram notificados.  Esses problemas foram corrigidos e, devido à ideologia nacionalista da época, a espada foi alterada para um formato tachi, tal como o utilizado pelo exercito. No entanto, como a Marinha não se dedicava principalmente à guerra terrestre, o exterior manteve alguns elementos cerimoniais. Havia dois anéis fixos, o cabo era feito de pele de tubarão laqueada preta com tiras de seda marrom, e a bainha era frequentemente laqueada na cor preta, mas algumas eram revestidas com pele de tubarão polida e depois laqueada preta, ou  utilizando couro granulado preto para o Corpo de Fuzileiros Navais. A guarda da mão (tsuba) era redonda e sem decoração. Assim como no Exército, houve um declínio na qualidade do exterior da arma após o início da Guerra do Pacífico, e a pintura da bainha com tinta comum e exteriores simplificados tornou-se generalizada. Em 1945, novas disposições especiais foram emitidas (reduzindo o número de anéis para um, omitindo partes e usando bainhas revestidas de couro).

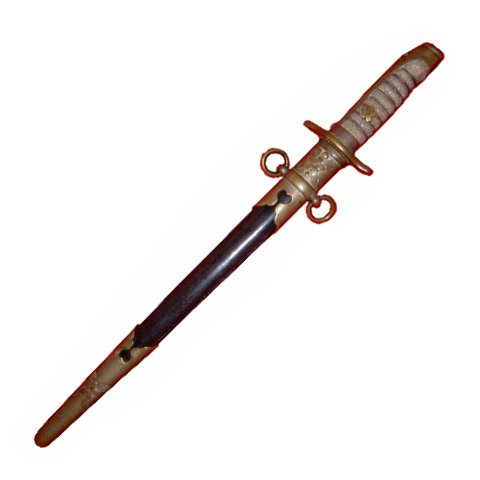
Kaigun Tanken

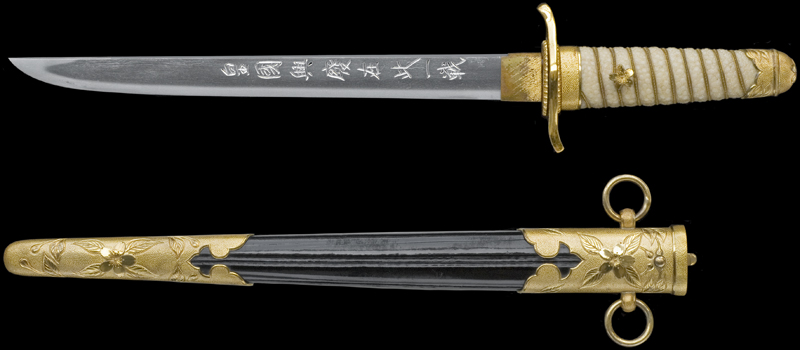
Adaga naval "Mikasa-To", com a lâmina comemorativa Mikasa

As Kaingun Tanken (海軍短剣)  eram as adagas portadas por oficiais da Marinha, e também estão incluídas na categoria Gunto. Em 1873 (6° ano da era Meiji), dois tipos de adagas foram estabelecidos: uma para candidatos a oficiais, oficiais estagiários de segundo-tenente e sargentos, e  outra uma para oficiais subalternos. Ambas tinham o mesmo design, mas os acessórios de metal da primeira eram feitos de latão e da segunda, de ferro. Em 1914, o estilo da adaga de oficial foi unificado para todos os oficiais, de generais a candidatos a oficiais. Embora os detalhes da guarda e dos acessórios de metal tenham sido alterados em uma série de revisões, o formato básico geral permaneceu o mesmo do período Meiji até o 1945. No entanto, assim como as espadas militares, cabos moldados em uma única peça de celuloide e couro substituto tornaram-se populares como materiais substitutos para a pele de tubarão após a eclosão da Guerra do Pacífico. Muitas das lâminas eram lâminas de imitação que se assemelhavam às lâminas de punhais japoneses tradicionais, ou lâminas novas ou especiais foram instaladas. A lâmina de adaga naval mais famosa é a Lamina Mikasa. É uma lâmina comemorativa feita para celebrar a vitória na Batalha de Tsushima, usando os restos do cano de um canhão principal de 12 polegadas que foi instalado no encouraçado Mikasa. A lâmina, tanto da adaga quantoda espada longa foram feitas pelo ferreiro Hideaki Horii . Existem dois tipos de lâminas de adaga, Classe A e Classe B, e a lâmina Classe A é gravada com as palavras "O destino de um império foi decidido nesta batalha". 
1. 1 2 3 4 5 6  Fuller, Richard; Gregory, Ron (1986). Military Swords of Japan 1868-1945. [S.l.]: Arms & Armour. ISBN 9780853687962
2. ↑  Lierneuz, Pierre (2017). The Belgian Army in the Great War. Portable Service Weapons. [S.l.]: Verlag Militaria GmbH. p. 366. ISBN 978-3-902526-86-1
3. ↑  Tuchman, Barbara W. (1962). Os Canhões de Agosto , p. 229. Constable and Co. Ltd.
4. ↑  Mike, Taylor (1998). Battles of World War II. [S.l.]: ABDO Publishing. ISBN 978-1-56239-804-0
5. ↑  Youens, Michael; Warner, Philip (1973). Japanese Army of World War II. [S.l.]: Osprey Publishing. ISBN 978-0-85045-118-4
6. ↑  Nagayama, Kokan (1997). The Connoisseur's Book of Japanese Swords. [S.l.]: Kodansha International. p. 43. ISBN 9784770020710
7. ↑  Sinclaire, Clive (2004). Samurai: The Weapons And Spirit Of The Japanese Warrior. [S.l.]: Globe Pequot. pp. 58–59. ISBN 9781592287208
8. ↑  Kapp, Leon; Kapp, Hiroko; Yoshihara, Yoshihito (2002). Modern Japanese swords and swordsmiths: from 1868 to the present 1. ed ed. Tokyo: Kodansha International
9. ↑  Nalty, Bernard C., ed. (1999). War in the Pacific: Pearl Harbor to Tokyo Bay: the story of the bitter struggle in the Pacific theater of World War II, featuring commissioned photographs of artifacts from all the major combatants. Norman: University of Oklahoma Press
10. ↑  Jowett, Philip S.; Andrew, Stephen (2002). «The Japanese army 1931 - 45. 1: 1931 - 42». Oxford: Osprey. Men-at-arms. 362. ISBN 978-1-84176-353-8
11. ↑  Jowett, Philip S.; Andrew, Stephen (2002). «The Japanese army 1931 - 45. 1: 1931 - 42». Oxford: Osprey. Men-at-arms. 362. ISBN 978-1-84176-353-8
12. ↑  «Military Swords of Imperial Japan (Guntō)». ohmura-study.net. Consultado em 18 de julho de 2025
13. ↑  «Army commissioned officers Shin-Guntō 1934 (Type 94 Guntō)». ohmura-study.net. Consultado em 19 de julho de 2025
14. 1 2 3 4  «How Japanese Swords Played a Role in World War 2» (em inglês). 26 de dezembro de 2022. Consultado em 20 de julho de 2025
15. 1 2 3  Kapp, Hiroko; Monson, Leo; Kapp, Leon (2015). Modern Japanese Swords: The Beginning of the Gendaito era. [S.l.]: Createspace Independent Publishing Platform. ISBN 978-1507770122
16. 1 2 3  «The Japanese Swords of World War II». Warfare History Network (em inglês). Consultado em 20 de julho de 2025
17. 1 2 3  Dawson, Jim (2007). Swords of imperial Japan, 1868-1945 Cyclopedia ed ed. Newnan, GA: Stenger-Scott Pub
18. 1 2  Osakabe, Yoshinori (2010). Yōfuku, sanpatsu, dattō: fukusei no Meiji Ishin. Col: Kōdansha sensho mechie = Kodansha sensho métier. Tōkyō: Kōdansha
19. 1 2  «国立国会図書館デジタルコレクション». dl.ndl.go.jp. Consultado em 20 de julho de 2025
20. ↑  «Army commissioned officers Shin-Guntō (Type 98 Guntō) 1938». ohmura-study.net. Consultado em 20 de julho de 2025
21. 1 2  «The wartime type Gunto for army officers 1943 (Type 3 Guntō)». ohmura-study.net. Consultado em 20 de julho de 2025
22. ↑  Graf, John F. (2007). Warman's World War II collectibles: identification and price guide. Iola, WI: Krause Publications
23. 1 2  «昭和12年制定海軍制式軍刀(太刀型海軍刀) Navy commissioned officers Shin-Guntō 1937». ohmura-study.net. Consultado em 21 de julho de 2025
24. 1 2 3  «海軍士官用新軍刀制定». ohmura-study.net. Consultado em 21 de julho de 2025
25. 1 2 3  «Naval-Dirks». ohmura-study.net. Consultado em 22 de julho de 2025
26. ↑  «海軍短剣五種 Five sorts of Naval-dirks». ohmura-study.net. Consultado em 22 de julho de 2025
27. ↑  «甲種三笠短剣・秀明、天照山作、短剣七種 Mikasa, Tenshōozan & Seven sorts of dirks». ohmura-study.net. Consultado em 22 de julho de 2025
28. ↑  «三笠刀 Mikasa-tō». ohmura-study.net. Consultado em 22 de julho de 2025
29. ↑  «甲種三笠短剣・秀明、天照山作、短剣七種 Mikasa, Tenshōozan & Seven sorts of dirks». ohmura-study.net. Consultado em 22 de julho de 2025